# Хетеросексуалност
Хетеросексуалността е най-често срещаната сексуална ориентация сред хората, представляваща полово и романтично влечение към представители на противоположния пол. В обекта на привличането е и разликата между хетеросексуалността, хомосексуалността и бисексуалността.
В някои западни страни хетеросексуализъм се използва като синоним на хетеросексизъм (схващането за хетеросексуалността като по-добра или единствено нормална сексуалност). В българския език думата не съществува.

## Определение
Хетеросексуалност идва от гръцката дума heteros (различен) и латинската sexus (пол). Прилагателното хетеросексуален е въведен от Карл Мария Кертбени около 1860 г., скоро след появата на думата хомосексуален.
Хетеросексуален за пръв път е включено в „Нов международен речник“ на Мериам-Уебстър като медицински термин за обозначаване на „патологично сексуално влечение към човек от противоположния пол“. В изданието на същия речник от 1934 г. обаче дефиницията е променена на „проява на сексуално влечение към човек от другия пол; нормална сексуалност“.

## История
Историята на хетеросексуалността е част от тази на сексуалността.

## Книги
- Ендсьо, Даг Ойстейн, Сексът и религията. София: Персей 2012. ISBN 978-619-161-001-3
- Kinsey, Alfred C., et al., „Sexual Behavior in the Human Male“. Indiana University Press. ISBN 0-253-33412-8
- Kinsey, Alfred C., et al., „Sexual Behavior in the Human Female“. Indiana University Press. ISBN 0-253-33411-X